# 青山里方式
青山里方式（：／ Chǒngsangni Pangbǒm）也称青山里精神，是朝鮮民主主義人民共和國在1960 - 1970年代提倡的農業政策。

## 概説
受中國共產黨主席毛澤東主導大躍進政策刺激，朝鮮勞動黨委員長金日成在1960年2月於平安南道江西郡青山里集體農場現場指導時提倡青山里方式農業政策，作為五年計劃一部分。
要項
- 每天下級上級互相幫助，是朝鮮勞動黨一貫路綫。
- 深入到群眾底部，並研究和分析實際情況，並提出解決問題的正確策略。
- 政治活動先行，最大限度調動下級和人民大衆自覺的熱誠和創意性，無條件實行革命課題。
- 一般的指導與個別指導正確结合
- 尋找一個突破點，解決整個連鎖
- 全體業務計劃化強力推進
- 創造新模範向全體普及

通過這種方式，金日成的影嚮力逐漸進入農村，強化權力基礎。但是這種政治運動式農業政策，無視自然條件和農學現實，導致土壤侵蝕、水災、山林砍伐過度等自然條件倒退和農民工作意欲低下，也是國家經濟崩潰一因。